# Synoptická otázka
Synoptická otázka se zabývá vztahem vzájemné souvislosti mezi tzv. synoptickými evangelii, tj. v jakém sledu a v jaké vzájemné závislosti evangelia podle Matouše, Marka a Lukáše vznikala.
I když už dnes není možné zjistit všechny podrobnosti o zdrojích, které byly podkladem pro texty evangelií, existuje široce přijímaný konsensus, že Evangelium podle Marka je nejstarší a bylo podkladem pro obě další synoptická evangelia. Dále pravděpodobně Matouš i Lukáš využívali dalšího společného zdroje, který je označován jako sbírka logií Q.
Starší výklad tradovaný od Papia a dalších církevních otců považovala za nejstarší evangelium Matoušovo psané apoštolem Matoušem, z něj mělo čerpat Markovo evangelium a z obou předchozích nejmladší Lukášovo.

## Historie
Jako důležitý zdroj ohledně synoptické otázky jsou někdy uváděna slova církevního otce Papia z roku 135 n. l., který uvádí apoštola Matouše jako autora sbírky Ježíšových výroků (v řečtině ta logia). Není ovšem jasné, zda Papias pod slovy ta logia měl na mysli celé Evangelium podle Matouše nebo pramen Q. Také není z Papiova výroku jednoznačné, zda ta logia byla napsána v hebrejštině nebo řecky (i když v hebrejském literárním stylu).
Z Papia a dalších církevních otců vychází teorie o prioritě (prvenství) Matoušova evangelia a související předpoklad, že z něj čerpají obě zbylá synoptická evangelia. Tato teorie bývá nazývána augustinská podle předního učitele církve, sv. Augustina.
Vědecký rozvoj biblistiky v 19. století vedl ke zjištění, že Markovo evangelium je ze všech čtyř nejstarší a současně, že se jeho text stal vydatným zdrojem pro pisatele Matoušova a Lukášova evangelia. Ti podle teorie dvou pramenů dále použili Sbírku logií Q, jejíž existence vysvětluje souhlasné pasáže v Matoušovi i Lukášovi, které se nevyskytují v Markovi.

## Vztah mezi synoptickými evangelii
1. Priorita Markova evangelia. Evangelium podle Marka je asi nejstarším ze všech čtyř biblických evangelií. Důvodem tohoto obecně přijímaného konsensu je to, že z šestnácti kapitol Evangelia podle Marka se většina materiálu (asi patnáct kapitol) vyskytuje jak v Evangeliu podle Matouše, tak v Evangeliu podle Lukáše.
2. Sbírka logií Q. V Evangeliu podle Matouše i v Evangeliu podle Lukáše se vyskytuje celá řada stejných informací (zejména výroků Ježíše), které nejsou obsaženy v Evangeliu podle Marka. Jako pracovní hypotéza je rozšířeno označení „zdroj Q“ (Q pochází z německého Quelle = pramen), ze kterého vycházel Matouš i Lukáš. Jedná se o hypotézu, protože žádný takový písemný pramen dosud nebyl nalezen – ovšem téměř 250 naprosto totožných veršů téměř vylučuje pouze ústní zdroj.
3. Další zdroje. Kromě toho je jak v Evangeliu podle Matouše, tak v Evangeliu podle Lukáše v každém obsaženo několik set dalších veršů, které jsou ze všech tří synoptických evangelií uvedeny právě jen v tom jediném evangeliu. To lze vysvětlit tak, že Matouš byl očitý svědek mnoha událostí a Lukáš měl pravděpodobně k dispozici nějaké další zdroje, ze kterých čerpal (ať už zdroje písemné, nebo výpovědi očitých svědků).
4. Jiná řešení. Varianta, že Lukáš měl při psaní svého záznamu evangelia k dispozici Evangelium podle Marka i Evangelium podle Matouše, nebo že Matouš měl k dispozici jak Evangelium podle Marka, tak Evangelium podle Lukáše, je odmítána z těchto důvodů:
  - Matouš i Lukáš volí jiné pořadí vsunutí prvků zdroje Q do materiálu čerpaného od Marka
  - Lukáš ignoruje mnohé Matoušovy příspěvky a rozšíření Evangelia podle Marka i zdroje Q (zdá se rozumnější uzavřít, že Lukáš neměl k dispozici celé Evangelium podle Matouše, ale jen zdroj Q).

## Autorství a doba sepsání synoptických evangelií
Církevní tradice (otec Papias) mluví o tom, že Marek napsal do svého evangelia věci nadiktované apoštolem Petrem. Matouš jako jeden z apoštolů byl autorem svého evangelia (i když se držel také Markova evangelia a zdroje Q), zatímco Lukáš kromě Markova evangelia a zdroje Q použil pravděpodobně dalších zdrojů, ať už písemných, nebo rozhovorů s očitými svědky daných událostí.
V souladu s datováním evangelií z úvodního článku k evangeliím vzniklo Evangelium podle Matouše během 60. let prvního století, Evangelium podle Lukáše ke konci 50. let. Díky obecně přijímanému řešení synoptické otázky je Evangelium podle Marka dřívějšího data, vzniklo tedy nejpozději začátkem 50. let prvního století.

## Výrok církevního otce Papia
Církevní otec Papias asi v roce 135 n. l. napsal: Matouš sestavil (synetaxeto) výroky (ta logia) v hebrejském stylu (hebraidi dialekto) a každý je překládal (hermeneusen), jak mohl.
1. Je otázkou, zda ta logia znamenalo něco jiného než celé Evangelium podle Matouše, např. jen pramen Q. Z následujících důvodů se obecně přijímá, že se jedná o celé evangelium:
  - Evangelium podle Matouše jako celek je silně zaměřeno na dlouhé i kratší proslovy Ježíše (mnohé části těchto proslovů se v ostatních třech evangeliích nevyskytují).
  - Sám otec Papias při jiném použití termínu ta logia má na mysli slova i skutky Ježíše.
2. Slovo hermeneusen nemusí znamenat překládal, ale předával dál. Proto není jisté, zda Matouš napsal ta logia v hebrejštině. Je dost dobře možné, že hebraidi dialekto znamená jen ve stylu běžném v hebrejských spisech. Každopádně z rozboru textu (viz Allison, Davies) je jasně vidět, že autorem Evangelia podle Matouše byl žid, ať už je psal v hebrejštině nebo přímo v řečtině. Žádná verze Evangelia podle Matouše v hebrejštině nebyla dosud nalezena, ale je jasné, že Matoušovým záměrem bylo zaměřit své evangelium na lidi obeznámené se Starým zákonem, tj. židy, křesťany vyšlé ze židů, či lidi pocházející ze židovského prostředí.